# Lista de afro-americanos no Senado dos Estados Unidos

Presença afro-americana no Senado dos Estados Unidos durante o 119.º Congresso (2025–).
Estados atualmente representados por afro-americanos.
Estados anteriormente representados por afro-americanos.

O Senado dos Estados Unidos registra onze afro-americanos eleitos ou nomeados como Senadores ao longo de sua história. O Senado estadunidense é a câmara alta do Congresso dos Estados Unidos que, por sua vez, é o órgão legislativo federal do país. Segundo o Departamento do Censo dos Estados Unidos, um afro-americano é um cidadão ou residente dos Estados Unidos com origens ancestrais em todo o continente africano. No entanto, o termo é geralmente empregado em referência aos estadunidenses cuja ancestralidade esteja ligada aos povos da África subsariana. Durante o processo de organização do governo federal estadunidense, os afro-americanos eram considerados cidadãos de "segunda classe" por conta da economia escravagista. Nenhum afro-americano foi eleito para um cargo político antes da ratificação da Décima Quinta Emenda em 1870, que tornava válido o voto de qualquer cidadão independentemente de cor, raça ou condições anteriores de escravidão. De cada dez senadores, seis eram eleitos por voto popular (incluindo um que havia sido nomeado previamente pelo governo estadual), dois eram eleitos pela legislatura estadual e dois nomeados pelo governo estadual. O 113º Congresso dos Estados Unidos (2013-2015) tornou-se a primeira legislatura federal a incluir dois mandatos simultâneos de afro-americanos.
Os dois primeiros senadores afro-americanos foram eleitos pelo estado do Mississippi durante a Era da Reconstrução seguinte à Guerra Civil Americana. Hiram Rhodes Revels, o primeiro senador afro-americano, foi eleito pela Legislatura Estadual do Mississippi para substituir Albert G. Brown, que havia renunciado durante a guerra. Alguns membros do Partido Democrata se opuseram ao mandato de Revels alegando que este não estava de acordo com os requisitos de cidadania, porém a maioria do Senado concordou com sua posse. Em 1875, o Mississippi elegeu Blanche Bruce, que tentou sem sucesso a reeleição em 1881. Em 1890, o Partido Democrata propôs a suspensão do voto de cidadãos negros. Em 1908, diversos Estados do Sul excluíram afro-americanos do direito ao voto. Tal condição persistiu até a década de 1960 após reformas do governo federal concederem novamente aos afro-americanos o direito ao voto.
Carol Moseley Braun e Barack Obama foram ambos eleitos ao Senado pelo estado do Illinois, assumindo em 1993 e 2005, respectivamente. Braun foi a primeira mulher afro-americana a ingressar no Senado após a ratificação da Décima Nona Emenda em 1920, que garantia o direito ao voto independentemente de sexo. Em 2008, ao encerrar sua carreira no Senado, Obama tornou-se o primeiro afro-americano eleito Presidente dos Estados Unidos. Roland Burris, também afro-americano, foi nomeado para encerrar o mandato de Obama no Senado.
Os senadores afro-americanos seguintes, Tim Scott (da Carolina do Sul) e Mo Cowan (de Massachusetts), foram ambos nomeados pelos respectivos governos estaduais para suprir a vacância de Jim DeMint e John Kerry, respectivamente. Em 16 de outubro de 2013, cidadãos de Nova Jérsei elegeram Cory Booker em eleição especial para a vaga deixada por Frank R. Lautenberg. Empossado em 31 de outubro daquele ano, Booker é o primeiro afro-americano eleito ao Senado desde Barack Obama em 2004 e o primeiro a representar o estado de Nova Jérsei. Posteriormente, Booker assegurou seu mandato de seis anos ao vencer as eleições de meio-período em 2016. Em 3 de janeiro de 2017, Kamala Harris tornou-se mais uma senadora afro-americana após vitória nas eleições pelo estado da Califórnia. Harris é a segunda mulher afro-americana a servir no Senado dos Estados Unidos.

## Lista de afro-americanos no Senado dos Estados Unidos
| Senador                | Senador                         | Estado          | Partido | Partido     | Mandato                 | Mandato                | Legislatura | Ref.          |
| ---------------------- | ------------------------------- | --------------- | ------- | ----------- | ----------------------- | ---------------------- | ----------- | ------------- |
| Senador Rhodes Revels  | Hiram Rhodes Revels (1827–1901) | Mississippi     |         | Republicano | 25 de fevereiro de 1870 | 3 de março de 1871     | 41          | [ 8 ] [ 18 ]  |
| Senador Bruce          | Blanche Bruce (1841–1898)       | Mississippi     |         | Republicano | 4 de março de 1875      | 3 de março de 1881     | 44          | [ 1 ] [ 19 ]  |
| Senador Bruce          | Blanche Bruce (1841–1898)       | Mississippi     | 45      | Republicano | 4 de março de 1875      | 3 de março de 1881     |             | [ 1 ] [ 19 ]  |
| Senador Bruce          | Blanche Bruce (1841–1898)       | Mississippi     | 46      | Republicano | 4 de março de 1875      | 3 de março de 1881     |             | [ 1 ] [ 19 ]  |
| Senador Brooke         | Edward Brooke (1919–2015)       | Massachusetts   |         | Republicano | 3 de janeiro de 1967    | 3 de janeiro de 1979   | 90          | [ 20 ] [ 21 ] |
| Senador Brooke         | Edward Brooke (1919–2015)       | Massachusetts   | 91      | Republicano | 3 de janeiro de 1967    | 3 de janeiro de 1979   |             | [ 20 ] [ 21 ] |
| Senador Brooke         | Edward Brooke (1919–2015)       | Massachusetts   | 92      | Republicano | 3 de janeiro de 1967    | 3 de janeiro de 1979   |             | [ 20 ] [ 21 ] |
| Senador Brooke         | Edward Brooke (1919–2015)       | Massachusetts   | 93      | Republicano | 3 de janeiro de 1967    | 3 de janeiro de 1979   |             | [ 20 ] [ 21 ] |
| Senador Brooke         | Edward Brooke (1919–2015)       | Massachusetts   | 94      | Republicano | 3 de janeiro de 1967    | 3 de janeiro de 1979   |             | [ 20 ] [ 21 ] |
| Senador Brooke         | Edward Brooke (1919–2015)       | Massachusetts   | 95      | Republicano | 3 de janeiro de 1967    | 3 de janeiro de 1979   |             | [ 20 ] [ 21 ] |
| Senadora Moseley Braun | Carol Moseley Braun (1947-)     | Illinois        |         | Democrata   | 3 de janeiro de 1993    | 3 de janeiro de 1999   | 103         | [ 22 ] [ 23 ] |
| Senadora Moseley Braun | Carol Moseley Braun (1947-)     | Illinois        | 104     | Democrata   | 3 de janeiro de 1993    | 3 de janeiro de 1999   |             | [ 22 ] [ 23 ] |
| Senadora Moseley Braun | Carol Moseley Braun (1947-)     | Illinois        | 105     | Democrata   | 3 de janeiro de 1993    | 3 de janeiro de 1999   |             | [ 22 ] [ 23 ] |
| Senador Obama          | Barack Obama (1961-)            | Illinois        |         | Democrata   | 3 de janeiro de 2005    | 16 de novembro de 2008 | 109         | [ 24 ] [ 25 ] |
| Senador Obama          | Barack Obama (1961-)            | Illinois        | 110     | Democrata   | 3 de janeiro de 2005    | 16 de novembro de 2008 |             | [ 24 ] [ 25 ] |
| Senador Burris         | Roland Burris (1937-)           | Illinois        |         | Democrata   | 15 de janeiro de 2009   | 29 de novembro de 2010 | 111         | [ 14 ] [ 26 ] |
| Senador Scott          | Tim Scott (1965-)               | Carolina do Sul |         | Republicano | 2 de janeiro de 2013    | Incumbente             | 112         | [ 27 ] [ 28 ] |
| Senador Scott          | Tim Scott (1965-)               | Carolina do Sul | 113     | Republicano | 2 de janeiro de 2013    | Incumbente             |             | [ 27 ] [ 28 ] |
| Senador Scott          | Tim Scott (1965-)               | Carolina do Sul | 114     | Republicano | 2 de janeiro de 2013    | Incumbente             |             | [ 27 ] [ 28 ] |
| Senador Scott          | Tim Scott (1965-)               | Carolina do Sul | 115     | Republicano | 2 de janeiro de 2013    | Incumbente             |             | [ 27 ] [ 28 ] |
| Senador Cowan          | Mo Cowan (1969-)                | Massachusetts   |         | Democrata   | 1 de fevereiro de 2013  | 16 de julho de 2013    | 113         | [ 29 ] [ 30 ] |
| Senador Booker         | Cory Booker (1969-)             | Nova Jérsei     |         | Democrata   | 31 de outubro de 2013   | Incumbente             | 113         | [ 31 ] [ 32 ] |
| Senador Booker         | Cory Booker (1969-)             | Nova Jérsei     | 114     | Democrata   | 31 de outubro de 2013   | Incumbente             |             | [ 31 ] [ 32 ] |
| Senador Booker         | Cory Booker (1969-)             | Nova Jérsei     | 115     | Democrata   | 31 de outubro de 2013   | Incumbente             |             | [ 31 ] [ 32 ] |
| Senadora Harris        | Kamala Harris (1964-)           | Califórnia      |         | Democrata   | 3 de janeiro de 2017    | 18 de janeiro de 2021  | 115         | [ 16 ] [ 33 ] |
| Senadora Harris        | Kamala Harris (1964-)           | Califórnia      | 116     | Democrata   | 3 de janeiro de 2017    | 18 de janeiro de 2021  |             | [ 16 ] [ 33 ] |
| Senadora Harris        | Kamala Harris (1964-)           | Califórnia      | 117     | Democrata   | 3 de janeiro de 2017    | 18 de janeiro de 2021  |             | [ 16 ] [ 33 ] |
| Senador Warnock        | Raphael Warnock (1969-)         | Geórgia         |         | Democrata   | 20 de janeiro de 2021   | Incumbente             | 117         | [ 34 ]        |
| Senador Warnock        | Raphael Warnock (1969-)         | Geórgia         | 118     | Democrata   | 20 de janeiro de 2021   | Incumbente             |             | [ 34 ]        |
| Senadora Butler        | Laphonza Butler (1979-)         | Califórnia      |         | Democrata   | 1 de outubro de 2023    | 8 de dezembro de 2024  | 118         | [ 35 ]        |
| Senadora Alsobrooks    | Angela Alsobrooks (1971-)       | Maryland        |         | Democrata   | 3 de janeiro de 2025    | Incumbente             | 119         |               |
| Senadora Rochester     | Lisa Blunt Rochester (1962-)    | Delaware        |         | Democrata   | 3 de janeiro de 2025    | Incumbente             | 119         |               |

## Estados representados por afro-americanos
Até a corrente legislatura, o 119.º Congresso dos Estados Unidos, 7 dos 50 estados dos Estados Unidos já foram representados por um Senador afro-americano. Em 3 de janeiro de 2025, com o início do mandato de Angela Alsobrooks e Lisa Blunt Rochester como as mais recentes senadoras afro-americanas empossadas, cinco estados estadunidenses possuem representação por um senador afro-americano. 
| Estado          | Estatísticas  | Estatísticas | Estatísticas | Senador(es) | Senador(es)              | Mandato   | Eleição |
| Estado          | Incumbente(s) | Anteriore(s) | Total        | Senador(es) | Senador(es)              | Mandato   | Eleição |
| --------------- | ------------- | ------------ | ------------ | ----------- | ------------------------ | --------- | ------- |
| Califórnia      | 0             | 2            | 2            |             | Kamala Harris (D)        | 2017–2021 | 2016    |
| Califórnia      | 0             | 2            | 2            |             | Laphonza Butler (D)      | 2023–2024 | —       |
| Carolina do Sul | 1             | 0            | 1            |             | Tim Scott (R)            | 2013–     | 2014    |
| Delaware        | 1             | 0            | 1            |             | Lisa Blunt Rochester (D) | 2025–     | 2024    |
| Geórgia         | 1             | 0            | 1            |             | Raphael Warnock (D)      | 2021–     | 2020    |
| Illinois        | 0             | 3            | 3            |             | Carol Moseley-Braun (D)  | 1993–1999 | 1992    |
| Illinois        | 0             | 3            | 3            |             | Barack Obama (D)         | 2005–2008 | 2004    |
| Illinois        | 0             | 3            | 3            |             | Roland Burris (D)        | 2009–2010 | —       |
| Maryland        | 1             | 0            | 1            |             | Angela Alsobrooks (D)    | 2025–     | 2024    |
| Massachusetts   | 0             | 2            | 2            |             | Edward Brooke (R)        | 1967–1979 | 1966    |
| Massachusetts   | 0             | 2            | 2            |             | Mo Cowan (D)             | 2013      | —       |
| Mississippi     | 0             | 2            | 2            |             | Hiram Rhodes Revels (R)  | 1870–1871 |         |
| Mississippi     | 0             | 2            | 2            |             | Blanche Bruce (R)        | 1875–1881 |         |
| Nova Jérsei     | 1             | 0            | 1            |             | Cory Booker (D)          | 2013–     | 2013    |

## Evolução histórica
| Data                    | Legislatura | Senadores | Representação | Evento |
| ----------------------- | ----------- | --------- | ------------- | --- |
| 25 de fevereiro de 1870 | 41          | 1         | 1 / 100       | Hiram Rhodes Revels eleito ao Senado após a readmissão do Mississippi à União. |
| 3 de março de 1871      | 41          | 0         | 0 / 100       | Hiram Rhodes Revels renuncia ao Senado e foi sucedido por James L. Alcorn após uma eleição especial para reocupar a vaga deixada.                                                                                        |
| 4 de março de 1875      | 44          | 1         | 1 / 100       | Blanche Bruce eleito ao Senado, tornando-se o segundo senador afro-americano e o segundo afro-americano a representar o estado do Mississippi.                                                                           |
| 4 de março de 1881      | 46          | 0         | 0 / 100       | Blanche Bruce encerra seu mandato como Senador pelo Mississippi e não busca uma reeleição ao cargo, sendo sucedido por James Z. George.                                                                                  |
| 3 de janeiro de 1967    | 90          | 1         | 1 / 100       | Edward Brooke eleito ao Senado, tornando-se o primeiro senador afro-americano a representar o estado de Massachusetts.                                                                                                   |
| 3 de janeiro de 1979    | 95          | 0         | 0 / 100       | Edward Brooke perde o pleito para reeleição ao Senado, sendo sucedido por Paul Tsongas. Durante o extenso mandato de Brooke, nenhum outro afro-americano foi eleito ao Senado.                                           |
| 3 de janeiro de 1993    | 103         | 1         | 1 / 100       | Carol Moseley Braun eleita ao Senado, tornando-se a primeira senadora afro-americana a representar o estado de Illinois e a primeira mulher negra a servir no Senado.                                                    |
| 3 de janeiro de 1999    | 105         | 0         | 0 / 100       | Carol Moseley Braun encerra seu terceiro mandato consecutivo no Senado ao perder a reeleição, sendo sucedida por Peter Fitzgerald. Durante o mandato de Braun, o Senado não teve nenhum outro membro afro-americano.     |
| 3 de janeiro de 2005    | 109         | 1         | 1 / 100       | Barack Obama eleito ao Senado, tornando-se o segundo senador afro-americano a representar o estado de Illinois. |
| 16 de novembro de 2008  | 110         | 0         | 0 / 100       | Barack Obama renuncia ao mandato no Senado após ser eleito Presidente dos Estados Unidos. Ao longo de seu mandato, o Senado não teve nenhum outro membro afro-americano em sua composição.                               |
| 15 de janeiro de 2009   | 111         | 1         | 1 / 100       | Roland Burris apontado ao Senado para suplantar a vacância deixada pela eleição de Obama à Casa Branca, tornando-se o terceiro senador afro-americano a representar o estado de Illinois.                                |
| 29 de novembro de 2010  | 111         | 0         | 0 / 100       | Burris encerra seu mandato no Senado sem tentar uma reeleição na eleição especial realizada naquele ano, sendo sucedido por Mark Kirk.                                                                                   |
| 2 de janeiro de 2013    | 112         | 1         | 1 / 100       | Tim Scott apontado ao Senado para suplantar a vacância deixada pela renúncia de Jim DeMint, tornando-se o primeiro senador afro-americano a representar o estado da Carolina do Sul.                                     |
| 1 de fevereiro de 2013  | 113         | 2         | 2 / 100       | Mo Cowan apontado ao Senado para suplantar a vacância deixada pela renúncia de John Kerry, tornando-se o segundo senador afro-americano a representar o estado de Massachusetts.                                         |
| 31 de outubro de 2013   | 113         | 2         | 2 / 100       | Cory Booker eleito ao Senado para suplantar a vacância deixada pela morte de Frank Lautenberg, tornando-se o primeiro senador afro-americano a representar o estado de Nova Jérsei.                                      |
| 3 de janeiro de 2017    | 115         | 3         | 3 / 100       | Kamala Harris eleita ao Senado, tornando-se a primeira senadora afro-americana a representar o estado da Califórnia e a segunda mulher afro-americana a conquistar uma vaga no Senado.                                   |
| 18 de janeiro de 2021   | 116         | 2         | 2 / 100       | Kamala Harris renuncia ao Senado nos dias precedentes à sua posse como Vice-presidente juntamente com Joe Biden. |
| 20 de janeiro de 2021   | 116         | 3         | 3 / 100       | Raphael Warnock eleito ao Senado, tornando-se o primeiro senador afro-americano a representar a Géorgia. |
| 3 de outubro de 2023    | 118         | 4         | 4 / 100       | Laphonza Butler nomeada ao Senado para suplantar a vacância deixada pela morte de Dianne Feinstein, tornando-se o segundo senador afro-americano do estado da Califórnia e a terceira mulher negra a assentar no Senado. |
| 8 de dezembro de 2024   | 118         | 3         | 3 / 100       | Laphonza Butler, nomeada pelo Governo da Califórnia meses antes para ocupar a vaga de Dianne Feinstein no Senado, renunciou ao cargo e foi substituída em processo eleitoral por Adam Schiff.                            |
| 3 de janeiro de 2025    | 119         | 5         | 5 / 100       | Angela Alsobrooks e Lisa Blunt Rochester empossadas como Senadoras dos Estados Unidos por Maryland e Delaware, respectivamente.                                                                                          |